# 茶园街道
茶园街道（/ta˥˥ ŋuoŋ˥˧/）是中国福建省福州市晋安区下辖的一个街道。

## 行政区划
茶园街道共辖12个社区：
站前社区、站东社区、环南社区、环北社区、洋下西社区、洋下东社区、洋四社区、东浦社区、红星社区、凤山社区、电建社区和金鸡社区。